# Die Superaufreißer
Die Superaufreißer (Originaltitel: Private Resort) ist eine US-amerikanische Filmkomödie von Regisseur George Bowers aus dem Jahr 1985 mit Johnny Depp und Hector Elizondo in den Hauptrollen.

## Handlung
In ihrem Urlaub wollen Jack und Ben in einem Luxushotel in Florida Mädchen kennenlernen. Jack nähert sich Dana, die mit ihrer reichen Großmutter und Cousine eingecheckt hat. Währenddessen versucht Ben, bei der Kellnerin Patti zu landen. Das Hotel, das privaten Kontakt der Angestellten mit den Urlaubern verbietet, erschwert die Situation. Der hauseigene Detektiv kommt den beiden zusätzlich in die Quere, ist aber auf der Suche nach dem Juwelendieb Maestro. Maestro, der ebenfalls mit seiner Frau Bobbie Sue in dem Hotel eingecheckt hat, hat es auf die Kette von Danas Großmutter abgesehen. Daher versucht er es mit einer Verkleidung als Schweizer Geschäftsmann ihr Herz zu gewinnen. Weil Jack es bei seiner ausgewählten Dame nicht sofort schafft, obwohl er seinen Freund Ben mit Danas Cousine Shirley alleine im Hotelzimmer lässt, versucht er andere Damen aufzureißen. Aber auch bei denen hat er keinen Erfolg, da sie immer wieder gestört bzw. vom Detektiv verfolgt werden.
Am Ende ihres Urlaubs bemerken Jack und Ben, dass sie sich in Dana und Patti verliebt haben. Vor der Abreise kann Maestro Danas Großmutter die Kette entwenden und sie in einen Schrank einsperren. Auf der Flucht, während seine Frau im Taxi auf ihn wartet, schmeißt er sich an Ben heran, der sich vor dem Juwelendieb als Witwe verkleidet hat. Als die Tarnung auffliegt droht die Situation zu eskalieren, doch die in der Zwischenzeit befreite Großmutter kann den Täter mit ihren Karatekünsten ausschalten und ihre Kette an sich nehmen. Am Ende des Films sind Jack und Dana sowie Ben und Patti ein Paar.

## Rezeption

### Kritik
„Ein dürftiger Teenager-Film; neben ausgiebiger Präsentation knapper Bikinis hat er nichts zu bieten als abgedroschene Gags aus der Klamottenkiste.“

### Einspielergebnis
Der Film konnte im nordamerikanischen Raum rund 330.000 US-Dollar erzielen.

## Sonstiges
In diesem Film gab Rob Morrow sein Filmdebüt, für Johnny Depp war es die erste Komödie und die von Leslie Esterbrook gedrehte Nacktszene wurde aus dem Film geschnitten. Die Inszenierung wurde in Key Largo, Florida, gedreht.